# アイライ州

アイライ州

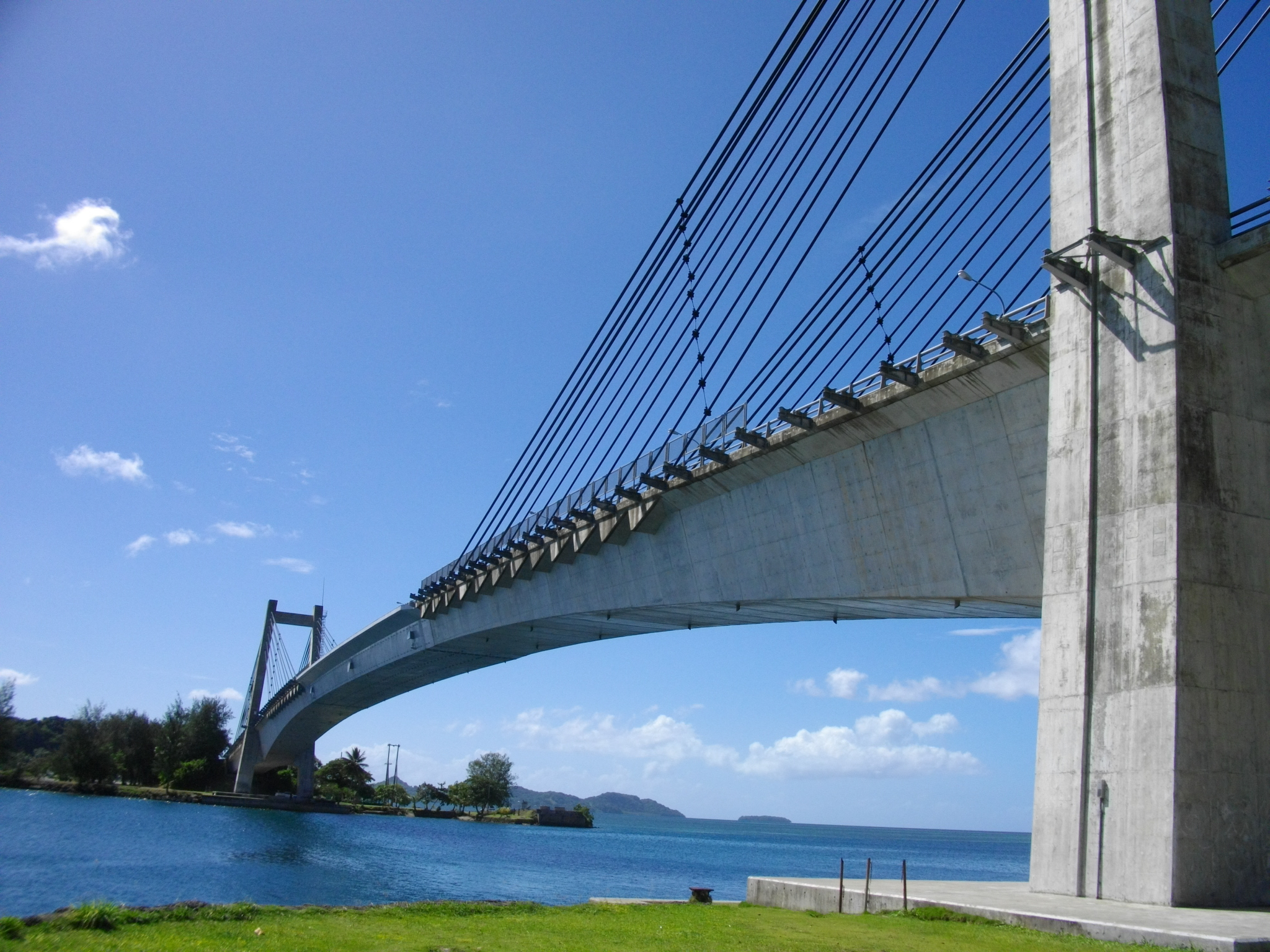
日本・パラオ友好の橋

アイライ州（Airai）は、パラオ共和国のバベルダオブ島の南岸に位置する州。パラオの州の中で2番目に人口が多い。ロマン・トメトゥチェル国際空港があり、南のコロール島とKBブリッジ（Koror-Babeldaob Bridge、正式名称「日本・パラオ友好の橋(Japan-Palau Friendship Bridge)｣）という橋で繋がっている。

## 概要
44km²の面積を持ち、州の人口は2015年現在2,455人である。アイライの町の人口は2005年現在920人で、州で一番大きな町であり、コロール州以外では最大の町である。
アイライは、現存する最古のバイ（男性用集会所）がある。しかし、パラオの激しい雨により、古代のパラオ人の建築物は長期的な保存が難しいため、たった200年しか遡る事ができない。
アイライは内陸の山岳地帯であるため、コロールのベッドタウンである。

## 教育
教育省が公立学校を運営している。
アイライ小学校は1945年9月に設立された。当初は、旧日本軍の通信棟を使用していた。
パラオ高校はこの国唯一の公立高校なので、この州の子どもたちもそこへ通っている。

## 対外関係

### 姉妹自治体･提携自治体
- 新竹市（中華民国 台湾省）